# Sépulcre de Saint-Mihiel
Le Sépulcre de Saint-Mihiel ou Mise au tombeau de Ligier Richier est un groupe sculpté du  XVIe siècle conservé à l'église Saint-Étienne de Saint-Mihiel. C'est une œuvre majeure du sculpteur lorrain Ligier Richier, remarquée depuis sa création à nos jours pour l'expression des traits, la noblesse des poses, la perfection de l'exécution et le fini des détails des treize personnages grandeur nature.
Le sépulcre apparaît sur la première liste des monuments historiques de 1840 établie par Prosper Mérimée et est classé aux monuments historiques en 1907 avec l'église.

## Description
L'œuvre représente la mise au tombeau du Christ. Treize personnages sont représentés, légèrement plus grands que nature. L'ensemble a été réalisé dans trois blocs de pierre de Saint-Mihiel, si bien agencés que jusqu'au XIXe siècle les Lorrains l'ont cru sculpté dans un seul bloc.
Au centre et au premier plan, le Christ porté par Joseph d'Arimathie (à la tête) et Nicodème (à ses pieds), tous deux avec des habits de style Grand prêtre d'Israël et le visage tourné vers la figure du Sauveur. Marie Madeleine, baisant les pieds du Christ, lui fait ses adieux. Elle est parée de bouffants et de crevés qui démontrent une mode Renaissance, et aussi d'une ceinture aux chaînons ciselés.
Juste derrière, Marie, en pâmoison, est soutenue par Jean et Marie Cléophée. Tous trois sont habillés et coiffés à la mode de l'époque de Ligier Richier. Marie est ici la figure de la Mater Dolorosa. Un ange tient la croix et les instruments de la Passion du Christ.
Complètement à gauche, Marie Salomé prépare un linceul qu'elle dispose dans le tombeau ; ce sont les objets qui étaient à l'origine destinés à Joseph d'Arimathie.
À l'arrière-plan, à droite, deux comparses jouent aux dés la tunique du Christ sous le regard d'un centurion. Tout est en opposition avec l'atmosphère de la scène présentée: ils sont habillés en Romains, jouent, ont une physionomie grossière, des rictus aux lèvres. Leur chef plus pensif tenait une lance, aujourd'hui disparue.
En avant-plan, une femme (Véronique ou Jeanne la Myrophore selon les sources) présente la couronne d'épines sur un linge. Elle observe avec révérence et est en habit plus simple que son pendant Marie Madeleine.

Premier groupe du sépulcre
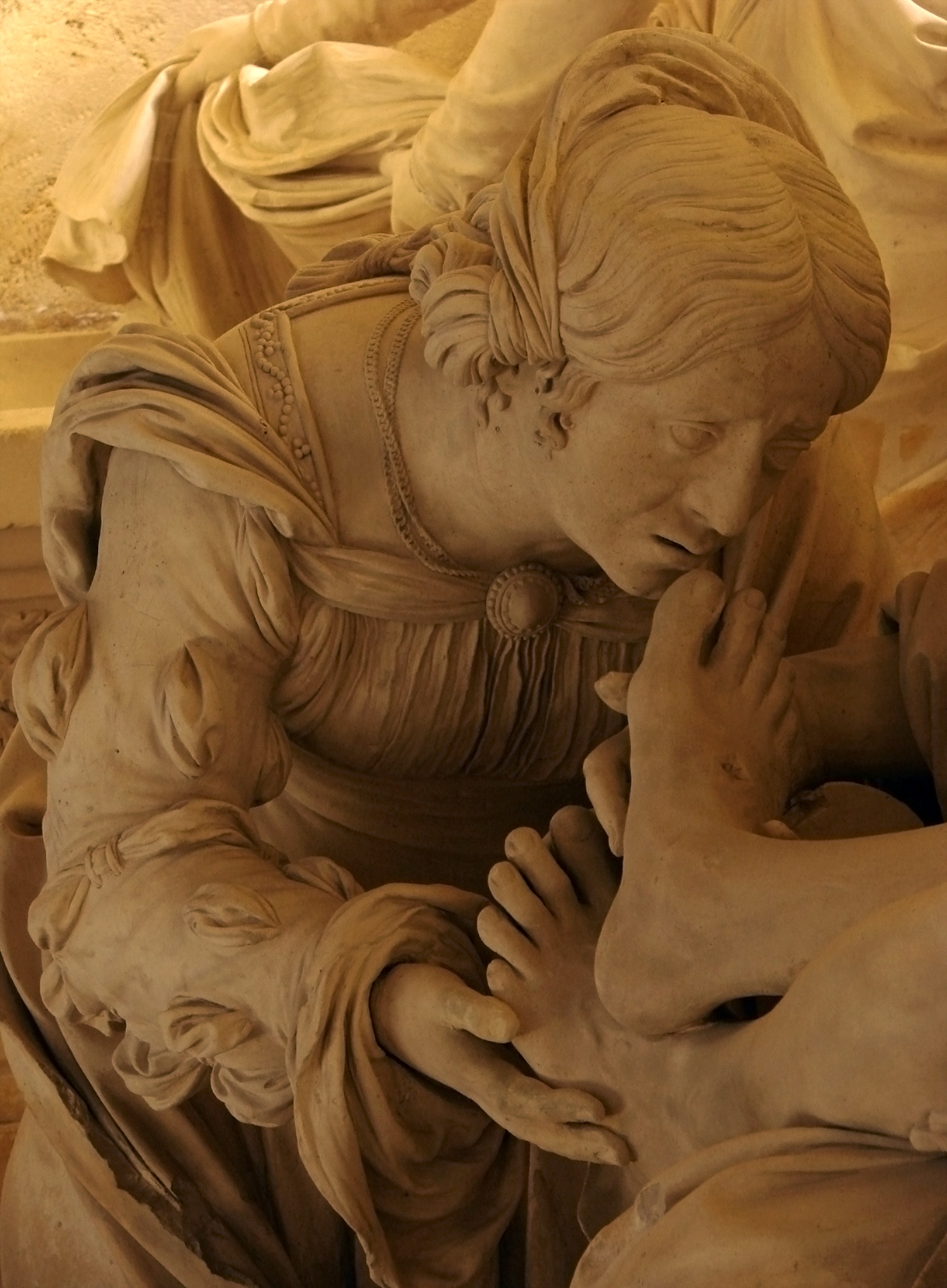
Madeleine aux pieds du Christ.
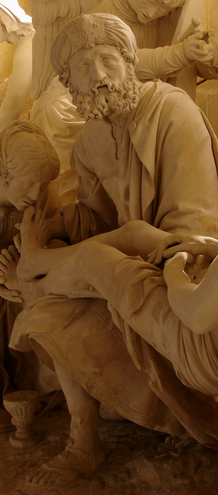
Joseph d'Arimathie, un genou à terre, l'autre soutenant le Christ.
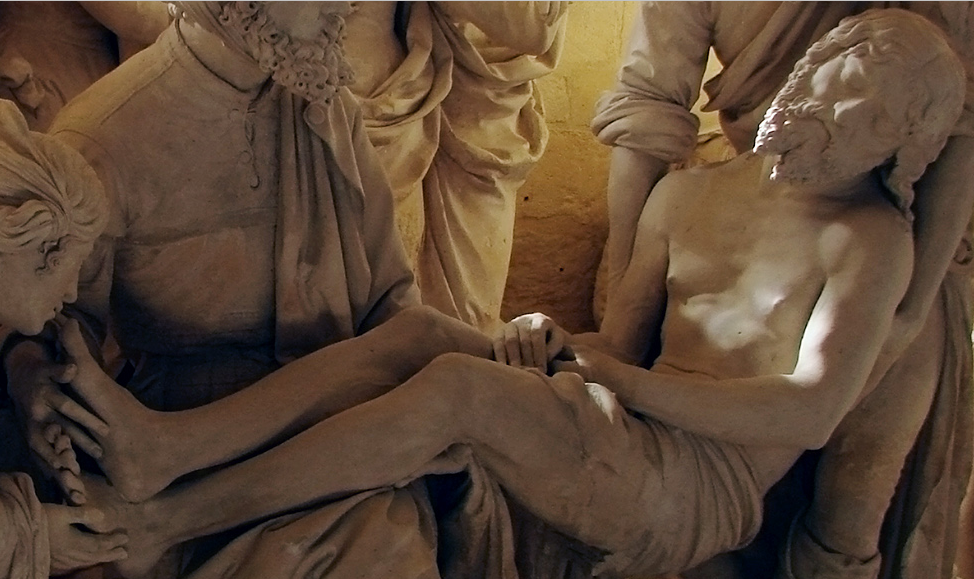
Christ vers qui convergent tous les personnages.
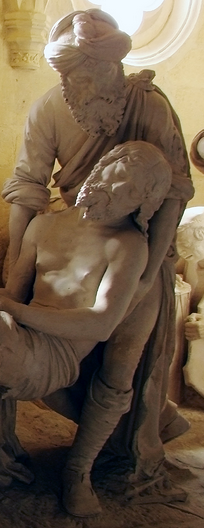
Nicomède supportant le torse du Christ.

Deuxième groupe du sépulcre
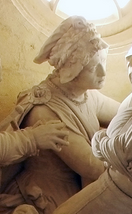
Cléophée, à gauche de la Vierge.
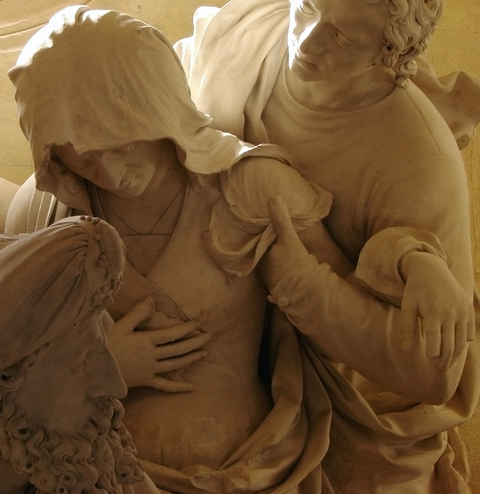
Au centre, La Vierge en pâmoison.
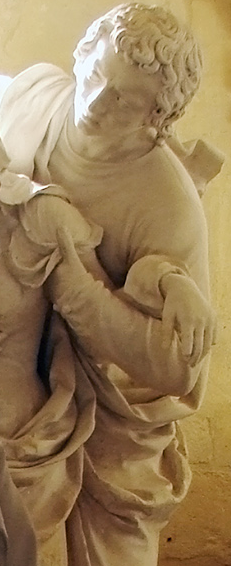
À droite, Saint Jean supportant la Vierge.

Les Saintes femmes
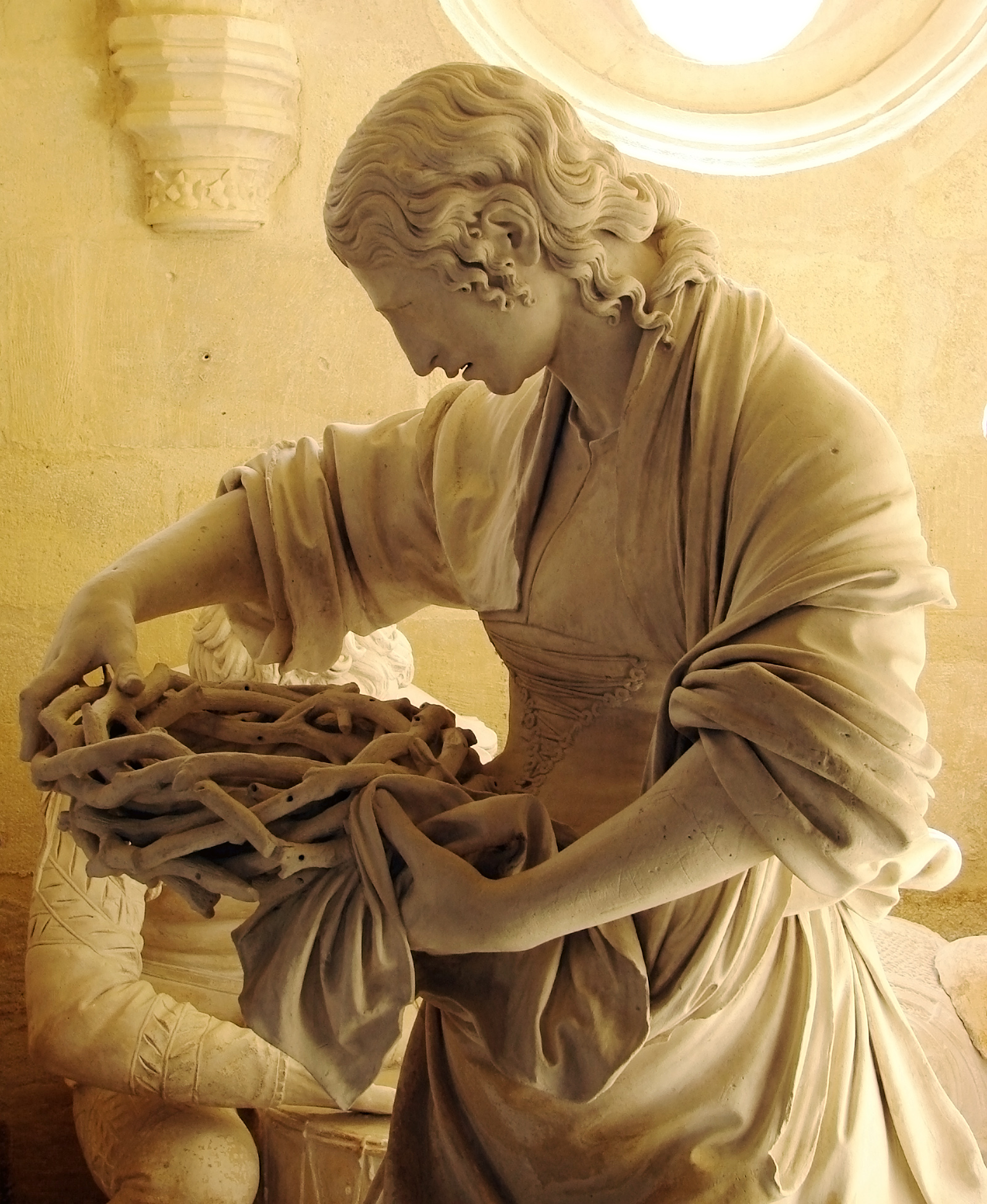
Sainte Véronique, entre Nicomède et le centurion, porte la couronne d'épines.
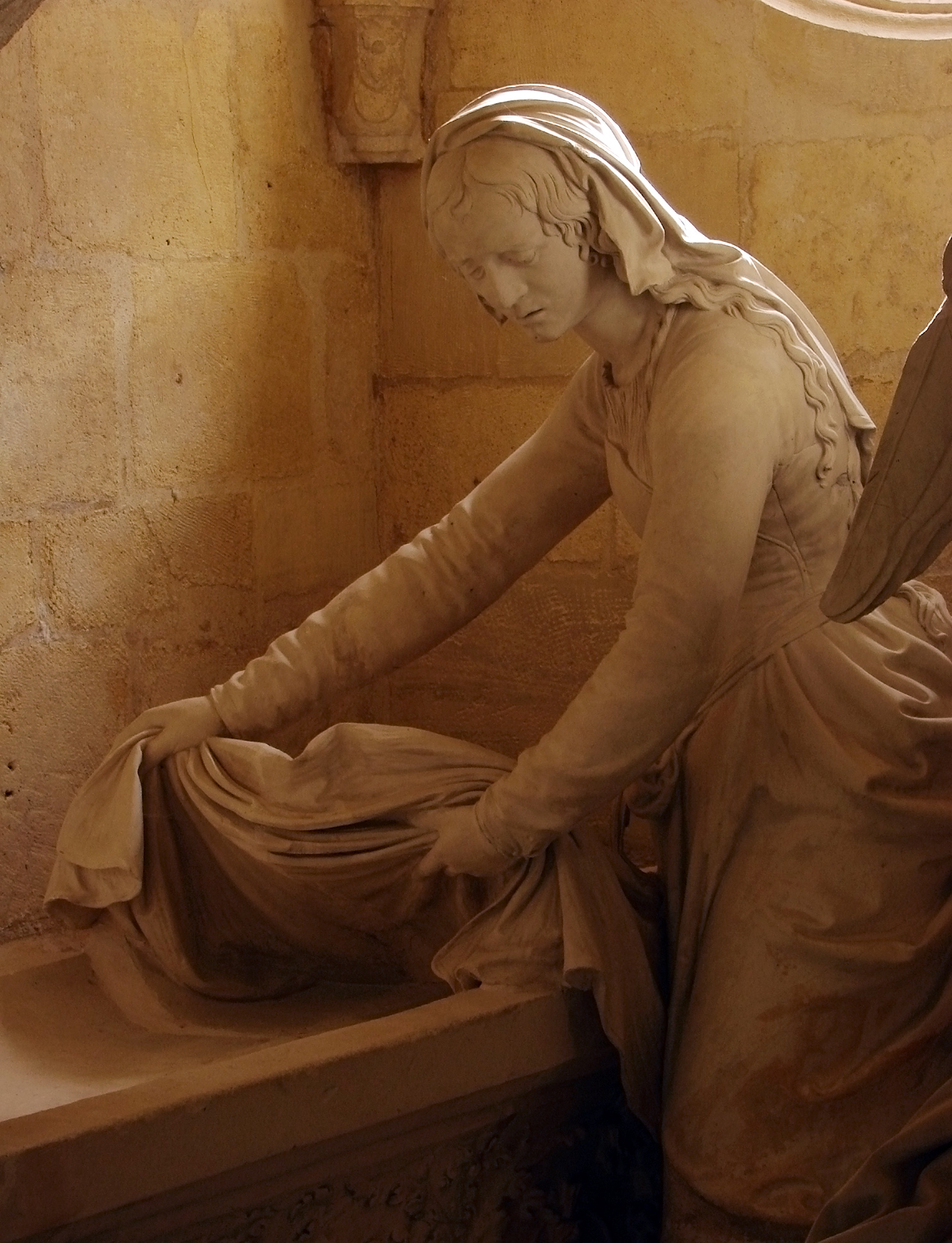
Marie Salomé dépose le linceul.

Personnages secondaires
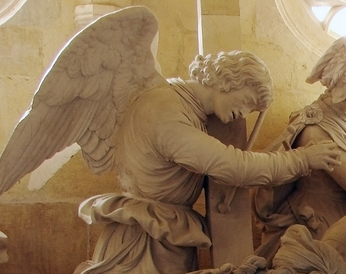
L'ange portant la croix.
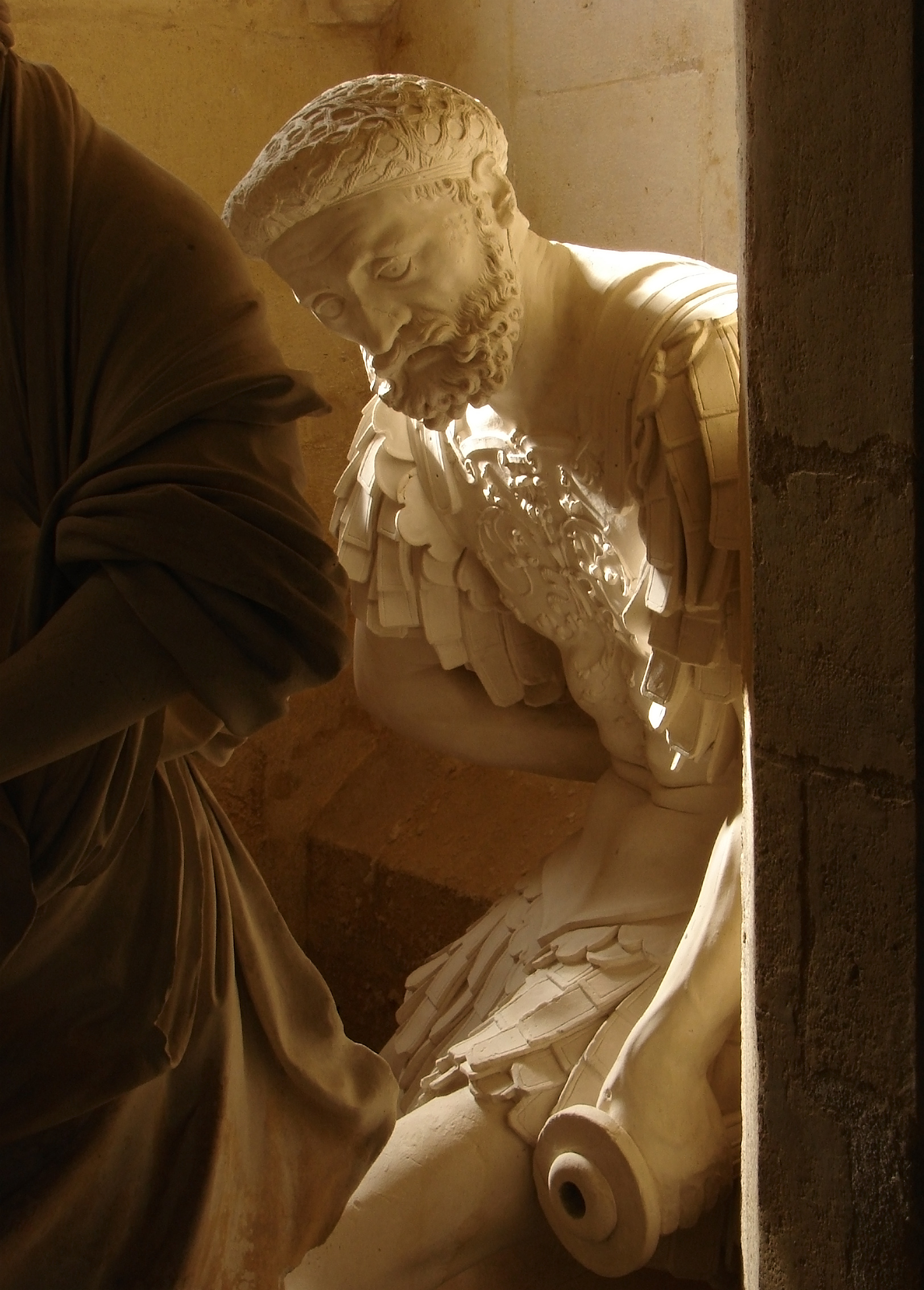
Le centurion chef des gardes.
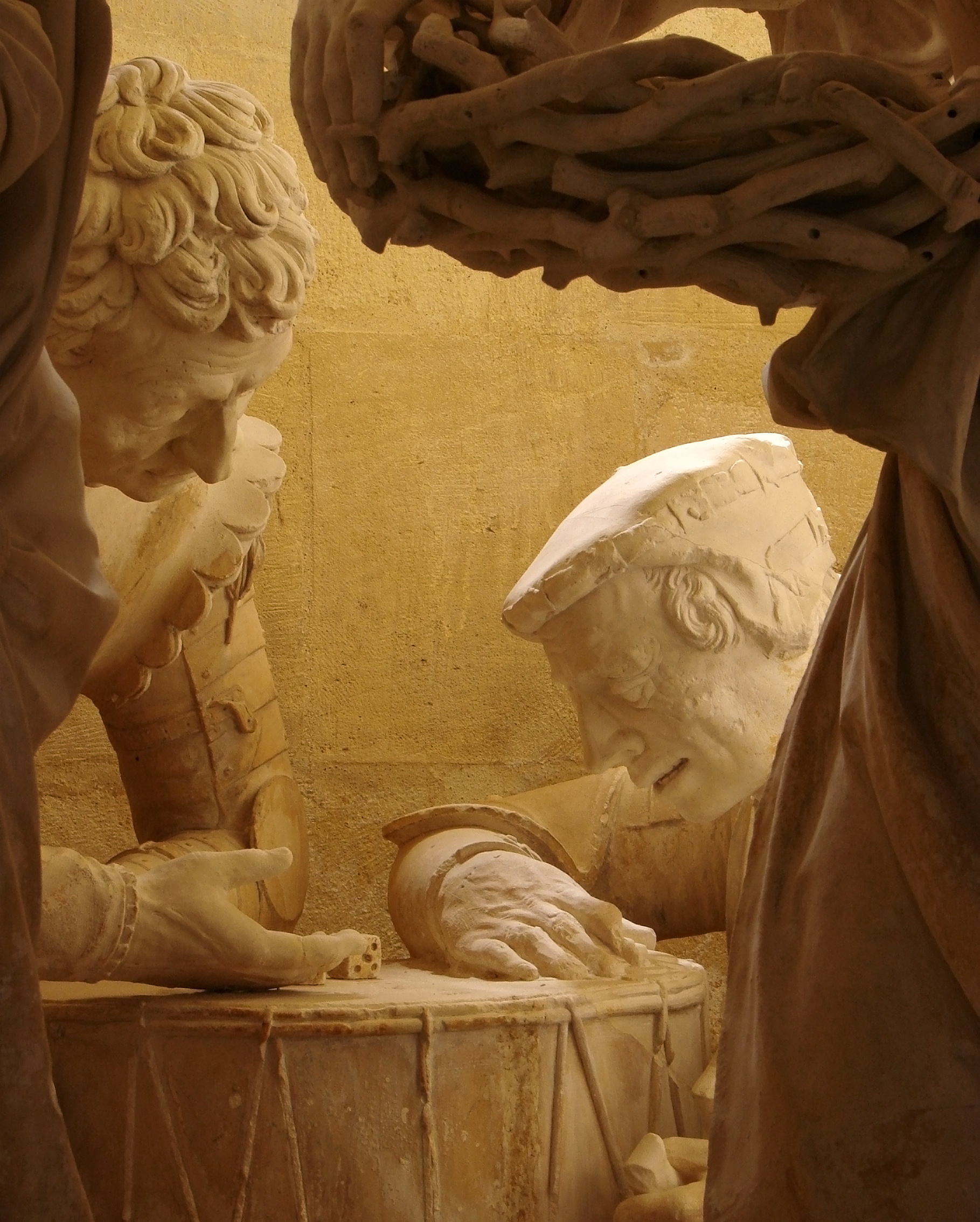
Les joueurs jouent la tunique du Christ.

## Historique

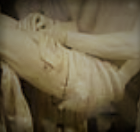
Coupure du haut de jambe et du poignet visible avant restauration de 2003.

Il s'agit de la dernière œuvre du sculpteur avant son départ pour Genève.
Pendant la Révolution française, le groupe de statues a été caché sous du foin.
Lors de leur réapparition en 1797, l'humidité avait endommagé l'ensemble et surtout les barres de fer qui soutenaient le Christ. Vers 1810, M. Mangeot, artiste sammiellois, fit une première restauration.
Le Sépulcre est classé en 1839 comme objet d'art. Le Christ étant brisé, l'État finance une réfection par Joseph-Silvestre Brun qui remplaça alors les barres par de la pierre qu'il dissimula en un linge tombant des reins du Christ. En 1865, une polémique enfla, les uns voulant remanier les positions des personnages, mais le conseil de la fabrique s'y opposa.
En 1914, un obus frappa l'église et plusieurs éclats endommagèrent des statues. Il fut décidé de protéger l'ensemble sous des sacs de terre au lieu de le transporter à Metz. Mais plus tard pendant le conflit, le sépulcre fut démonté par les Allemands et finalement exposé à Metz.

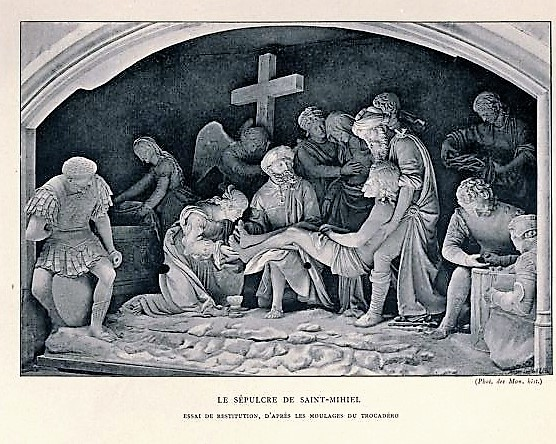
Reconstitution en 1911 d'après les moulages du musée des Monuments français.

En 1996, le ministère de la Culture répond favorablement à la demande de restauration du sépulcre, et après dix ans de restauration il est à nouveau visible dans son ensemble.

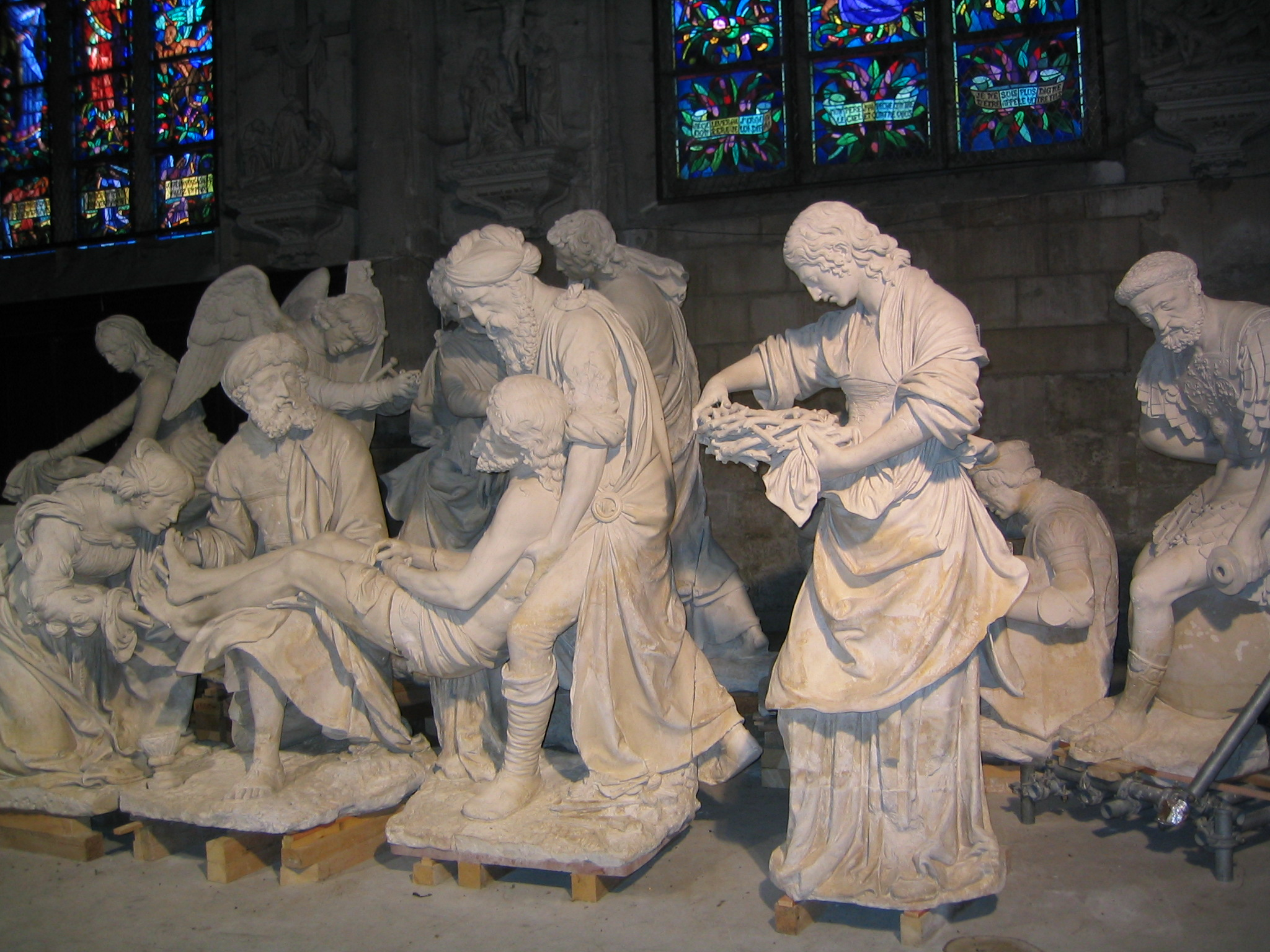
Personnages séparés en cours de restauration.

En 2012, l'œuvre est numérisée par le laboratoire MAP-CRAI de l'École nationale supérieure d'architecture de Nancy pour une éventuelle restauration en cas de sinistre ou de dégradation.

## Intérêt artistique
En 1757 Dom J. de L'Ilsle écrit: "travaillée avec tant d'art et de délicatesse qu'elle est regardée par les habilles connaisseurs comme une merveille du monde". Dans ses Voyages en Alsace et en Lorraine, Alexandre Müller note : "Ligier Richier ne savait pas seulement animer le marbre mais il possédait au degré suprême l'art des poses et apportait à tous les détails le fini le plus minutieux". L'abbé Souhaut relate dans Les Richier et leurs œuvres : "La grandeur et la simplicité de l'ensemble absorbent le regard, et il semble qu'on ait tout vu, tout compris, tout admiré d'un seul coup d’œil".
Son intérêt artistique est tel qu'il est proposé au classement sur la toute première liste des monuments historiques de 1840 établie par Prosper Mérimée ; il est finalement classé au titre immeuble en 1907 avec l'église Saint-Michel de Saint-Mihiel.
De nos jours, la Cité de l'architecture de Paris présente un moulage du sépulcre, dans le département du Musée des Monuments français.

## Célébration

### Timbre-poste
Le 17 octobre 1988, l'administration des PTT émet un timbre-poste dans le cadre de la célébration du Sépulcre de Saint-Mihiel. La dessinatrice du timbre est Huguette Sainson.

### Sources anciennes
- Jules Collignon, Projet de restauration du Sépulcre : Le passé, le présent et l'avenir de l'église abbatiale Saint-Michel, Saint-Mihiel, Veuve Casner, 1863, 59 p. ; reprod. en fac sim. Nîmes, Lacour-Ollé, coll. « Rediviva », 2008  (ISBN 2-7504-1940-9)
- Léon Germain citant P. Lambinet, « Une lettre de 1809 sur le « Sépulcre » de Saint-Mihiel », Bulletin mensuel de la Société des lettres, sciences et arts de Bar-le-Duc, no 12, décembre 1904, dans Mémoires, 4e série, t. 4, p. CXXXVII–CXLII